# 科潘基 (博羅瓦區)
49°22′9″N 37°50′57″E / 49.36917°N 37.84917°E
科潘基（烏克蘭語：Копанки）是位於烏克蘭東部的村莊，由哈爾科夫州伊久姆區的博罗瓦市镇負責管轄。該村始建於1775年，面積1.27平方公里，海拔高度176米，2001年人口219，人口密度每平方公里173.1人。